# Pesticid
 Denne artikel bør gennemlæses af en person med fagkendskab for at sikre den faglige korrekthed.

Et pesticid er betegnelsen for en gift, der er beregnet til at kontrollere for eksempel planter, insekter, svampe, gnavere og andre organismer, der opfattes som skadelige. På grund af pesticidernes biologiske aktivitet, omtales de som aktivstoffer og udgør derfor også en potentiel sundhedsrisiko for mennesker, idet for eksempel mange pesticider har hormon-lignende aktivitet,  er lipofile, dvs. fedtopløselige; de er svært nedbrydelige i menneskekroppen og i naturen og betegnes derfor som persisterende organiske forurenere.
I Danmark må der kun bruges pesticider, der er optaget på listen over godkendte bekæmpelsesmidler. Som overalt i verden er landbruget også i Danmark den danske storforbruger af pesticider, og der er en diskussion i offentligheden om forbrugets størrelse og begrænsning, specielt under hensyn til nedsivning af pesticiderne til grundvandet. Miljøministeriets statistik indeholder fra 2012 oplysninger om både behandlingshyppighed og pesticidbelastningsindikator. Behandlingshyppigheden viser, hvor mange gange markernes sprøjtes, mens belastningsindikatoren viser, hvad der sprøjtes med, og hvor meget miljø og sundhed belastes. For om muligt at begrænse bi-sygdommen CCD har EU i april 2013 indført et to-årigt forbud mod tre neonicotinoider (clothianidin, imidacloprid og thiametoxam), der er nogle meget anvendte og meget toxiske insekticider.

## Giftighed
Pesticiders farlighed angives ved LD50.
Pesticider skal være mærket på etiketten med en klassificering af deres akutte giftighed:
- Tx – Meget giftigt. Der skal speciel tilladelse til at sælge, købe eller bruge disse midler. Tilladelse hertil gives af miljøstyrelsen.
- T – Giftigt. Der skal registrering og tilladelse til at sælge midlerne. Midlerne må kun anvendes erhvervsmæssigt.

Begge klasser har en mærkat med dødningehoved.
- Xn – Sundhedsskadelig. Der er ingen generelle begrænsninger af midlerne i denne klasse.
- Xi – Lokalirriterende. Der anbefales brug af handsker og masker ved anvendelse af disse midler.
- Brandfarlig. Midler med denne etiket må ikke udsættes for høje varmegrader.

Ud over de nævnte faresymboler kan midlerne også være forsynet påtegninger såsom:
- Ætsende -Eksplosiv -Brandnærende – Yderst eller Meget Brandfarligt.
- Bimærke med påskriften Farlig for bier eller Meget farlig for bier giver erstatningspligt ved skader på bier.

Bemærk, at klassificeringen intet siger om pesticiders langsigtede virkning på mennesker. Der er talrige eksempler[kilde mangler] på f.eks. svampemidler, der har lav, akut giftighed, men som viser sig at kunne fremkalde både kræft og vedvarende ændringer af arveanlæggene (mutagent stof).
Miljøstyrelsens råd og vejledning Oversigt over de tyve mest anvendte.aktivmidler i Danmark og deres udvaskelighed.

## Pesticiders kemi
Tidligere var det aktive stof i mange pesticider organiske klorforbindelser, såsom Hexachlorbenzen (også kaldet HCB, perchlorbenzen eller PCB) DDT, dicofol, heptachlor, endosulfan, chlordane, aldrin, dieldrin, endrin, mirex og pentachlorphenol. Mange af disse pesticider blev forbudt med Stockholm Konventionen af 2001 om persisterende organiske forurenere og andre organiske forurenere . 
I dag er det aktive stof i pesticider phosphater og carbamater, der således stort set har erstattet de organiske klorforbindelser.

## Pesticidforbruget i Danmark
Pesticider benyttes især i landbruget. Igennem årene er der sket en stigning til et forbrug i 2011 på i alt 4239 ton regnet som sprøjtemiddel aktivstoffer. Det er en stigning på 338 ton fra det foregående år, svarende til næsten 9 %. Stigningen skyldes  hovedsagelig øget brug af glyfosat.
Godkendte sprøjtemidler brugt i Danmark må ikke kunne nå det danske drikkevand i mængder der overstiger bestemte grænseværdier (regeringens programerklæring fra 2009). Der er konstateret spor i grundvandet efter sprøjtemidlerne bentazon, dichlorprop, mechlorprop og MCPA og nedbrydningsprodukter og spor over grænseværdien af andre både tilladte og forbudte pesticider.

## Pesticider brugt i Danmark
- Dichlorprop - det mest benyttede aktivstof i Danmark i perioden 1963 til 2000 - nu ikke tilladt
- MCPA eller 2-methyl-4-chlorophenoxy-eddikesyre
- glyfosat eller glyphosat
- maneb
- TCA eller trichloreddikesyre - intet salg efter1988
- mechlorprop eller 2-[(4-chlor-o-tolyl)oxy]propionsyre
- natriumchlorat
- metamitron
- chlormequat chlorid
- arsenpentoxid
- mancozeb
- 2,4-D eller 2,4-dichlorfenoxy-eddikesyre
- atrazin[12] under handelsnavnene: Aatrex, Aktikon, Alazine, Atred, Atranex, Atrataf, Atratol, Azinotox, Crisazina, Farmco Atrazine, G-30027, Gesaprim, Giffex 4L, Malermais, Primatol, Simazat, Weedex, Zeapos og Zeazin
- simazin under handelsnavnene: Simazin, Gesatop Quick, Linocin, Meduron, Topuron og Trevox
- terbuthylazin
- Isoproturon, IPU, Isoprofuron, Izoproturon, Ipuron eller Panron (ulovligt pesticid) med nedbrydningsproduktet MD-IPU, 3-(4-isopropylphenyl)-1-methylurinstof
- linuron
- diuron
- diazinon
- metribuzin
- metsulfuron-methyl
- tribenuron-methyl
- thifensulfuron-methyl
- chlorsulfuron
- bentazon
- dichlobenil
- Metylisotiazolinon

## Reference
1. ↑  Impact of Pesticides on Environmental and Human Health. Toxicology Studies 2015
2. ↑  "Godkendte bekæmpelsesmidler". Arkiveret fra originalen 6. august 2010. Hentet 31. oktober 2010.
3. 1 2  Gift i drikkevandet: 3 ubehagelige fund. Danmarks Naturfredningsforening 2018
4. ↑  Orientering fra Miljøstyrelsen nr. 5, 2012
5. ↑  Mistænkte bi-dræbere forbydes i to år. Viden.dr, april 2013
6. ↑  Bees & Pesticides: Commission to proceed with plan to better protect bees. European Commission, Press release, Brussels, 29 April 2013
7. ↑  Hent ikke bekæmpelsesmidler over grænsen. Miljøstyrelsen (Webside ikke længere tilgængelig)
8. ↑  "De mest anvendte aktivstoffer. Miljøstyrelsen". Arkiveret fra originalen 1. november 2014. Hentet 10. januar 2022.
9. ↑  "Stockholm Convention on Persistent Organic Pollutants website". Arkiveret fra originalen 16. april 2014. Hentet 31. oktober 2010.
10. ↑  "Nye tal for landbrugets belastning og forbrug af sprøjtemidler. Miljøministeriet. 2012". Arkiveret fra originalen 24. januar 2013. Hentet 8. november 2012.
11. ↑  Flere godkendte stoffer i drikkevandet
12. ↑  Pesticide Turns Male Frogs into Females Livescience

## Eksterne links
- Wikimedia Commons har flere filer relateret til Pesticid
- Pesticider, Biosite
- Ing.dk, 10.10.2003: Ukendte jordbakterier æder pesticidrester Arkiveret 21. marts 2012 hos  Wayback Machine
- Per Hansen: Pesticider og deres anvendelse – pesticidrester Arkiveret 27. september 2007 hos  Wayback Machine
- 12 Worst Hormone-Disrupting Chemicals & Their Health Effects. Livescience
- SEGES: Middeldatabasen